# Dom Antoine de Savoie
Dom Antoine de Savoie, fils naturel du duc Charles-Emmanuel Ier de Savoie, est un religieux savoyard, abbé de Saint-Michel-de-la-Cluse, puis d'Aulps, enfin d'Hautecombe où il est enterré.

## Biographie

### Jeunesse
C'est un des six enfants naturels de Charles-Emmanuel Ier que Samuel Guichenon a recensés dans son Histoire généalogique de la Maison royale de Savoie. Selon lui, avec trois de ses frères et sœurs illégitimes, il serait fils de Marguerite de Rossillon du Châtelard, marquise de Rive, ce que confirment les archives de l'Abbaye d'Aulps. Il serait né en 1626.

### Vie religieuse
Dès ses seize ans, et par faveur spéciale due probablement à son origine nobiliaire, il fut nommé abbé commendataire de l'abbaye de Saint-Michel-de-la-Cluse par bulle du 24 juillet 1642 ; les dispenses nécessaires à cette entrée en fonctions suivirent dans une bulle du 4 mars 1643.
En 1646, il fut nommé abbé d'Aulps. Il fut nommé abbé d'Hautecombe le 6 septembre 1651 par son neveu Charles-Emmanuel II, à peine plus jeune que lui (il était né en 1634) mais qui louait « la piété, doctrine, vie exemplaire et toutes les vertus que l'on peut désirer ». L'abbaye venait alors de traverser une période de onze ans de vacance, sans abbé, et le désordre tant matériel que spirituel y régnait.
Sous la mandature de dom Antoine, l'abbaye faillit perdre la gestion de la léproserie de la Guillotière, tâche dont elle s'était déchargé depuis des années sur des laïcs. Mais elle fit valoir que, d'une part, la charge lui en avait été confiée hors de la juridiction du roi de France, en 1319, par les États de Savoie ; et d'autre part qu'on ne pouvait constater aucun défaut de service même si les moines n'étaient plus eux-mêmes responsables de l'établissement. En conséquence de quoi la maladrerie resta sous juridiction de l'abbaye.
Néanmoins, cette conclusion fut une des rares exceptions dans une période où l'abbaye était plus généralement contrainte de faire de nombreuses concessions aux seigneurs locaux (droits de pêche dans le lac, droits du seigneur de Cessens sur les domestiques du monastère, etc.).

### Mort et sépulture
Il meurt en 1688 et est enterré dans l'abbaye d'Hautecombe ; son double statut de religieux et de noble de la maison de Savoie créa une incertitude quant au lieu d'inhumation à choisir ; une solution intermédiaire fut retenue, et Antoine fut enterré dans le cloître, sous une dalle anonyme.
À la mort de dom Antoine, en 1688, un inventaire fut fait, alors que ne restaient que douze moines à l'abbaye. Il révèle que les réparations (qui avaient été préconisées en 1640) ont bien été effectuées, mais « pas toujours heureusement dirigées. Les chambres du dortoir, situées au-dedans du cloître, sont tellement petites et mal éclairées que, malgré leur récente construction, elles sont inhabitables pour les religieux. ». Malgré tout, l'abbaye, si elle est en déshérence spirituelle, conserve une importante propriété foncière, puisqu'elle possède encore des terres sur les territoires de 54 paroisses.

## Œuvres
Archives de Dom Antoine de Savoie, 61 volumes écrits de 1650 à 1688, conservés aux Archives départementales de Savoie (cotes 4B 116 à  4B 176).